# Konrad III. Nemški
Konrad III., nemški kralj, * 1093, † 15. februar 1152, Bamberg.
Konrad je v sporu za salijsko dediščino (med nemškim kraljem Lotarjem Supplinburškim in Štaufovci) prevzel vlogo protikralja. Potem ko so Štaufovci spor izgubili, se je podredil Lotarju in ga spremljal na vojaškem pohodu v Italijo. Dobri stiki, ki jih je pri tem navezal s svetim sedežem, so ga po Lotarjevi smrti pripeljali na nemški prestol. Vladal je v soglasju s cerkvijo. Notranje spore v kraljestvu je skušal obvladovati z dodeljevanjem pomembnih položajev članom svoje zelo razvejane rodbine (Štaufovci in Babenberžani) in ženine družine (Sulzbachi) ter s sklepanjem zakonskih zvez z močnimi dinastijami. Odvisnost od cerkve ga je pripravila do tega, da se je udeležil druge križarske vojne, čeprav nemiri v kraljestvu tega niso dopuščali. Neuspeh križarskega pohoda in bolezen, ki si jo je pri tem nakopal, sta mu po povratku onemogočila, da bi uredil razmere v kraljestvu in dokončal spor z rivalsko rodbino Welfov; to delo je ostalo njegovemu nasledniku, nečaku Frideriku I. Barbarosi.

## Iz rodbine Štaufovcev
Konrad III. je bil sin švabskega vojvode Friderika I. in njegove žene Agneze (Neže), hčerke cesarja Henrika IV. Očeta, ki je umrl leta 1105, je v vojvodini Švabski nasledil njegov tri leta starejši brat Friderik II. Mati Agneza se je naslednje leto drugič poročila, to pot z Babenberžanom, avstrijskim mejnim grofom Leopoldom III. Pobožnim in mu rodila še veliko otrok, od katerih jih je 11 preživelo. Poroka je dodobra povezala rodbini Štaufovcev in Babenberžanov, kar je kasneje dajalo poseben pečat Konradovemu vladanju. Ena od Konradovih sester, Gertruda, se je poročila z grofom Hermanom von Stahleckom.
Konrad se je okrog leta 1115 poročil z Gertrudo von Comburg-Rothenburg in tako dobil grofovske pravice na območju Rothenburga in v dolini reke Kocher (Kochergau). Stric Henrik V. ga je imenoval (1116) za vojvodo vzhodnih Frankov. Vedno je deloval v soglasju z bratom, tudi ko je šlo za nasprotovanje stricu v sporu ob imenovanju würzburškega škofa Gebharda Henneberškega (1122).

## Obdobje vladanja kralja Lotarja Supplinburškega
Leta 1124 je Konrad odšel na romanje v Jeruzalem in se vrnil šele leta 1127. V času njegove odsotnosti je umrl cesar Henrik V. (1125), ki ni imel otrok. Štaufovci so se, kot Henrikovi najbližji sorodniki, imeli za dediče salijskih posesti in tudi krone. Pričakovali so, da bo Henrika na prestolu nasledil njegov nečak Friderik II. Švabski, a so knezi za novega nemškega kralja izvolili saškega vojvodo Lotarja Supplinburškega.
Friderik II. Švabski se je sprva podredil novemu kralju in mu prisegel zvestobo. Ko pa je ta zahteval vrnitev vseh posesti, kraljevih in tudi alodijalnih salijskih, so se Štaufovci uprli. Prvi uspehi v nastali državljanski vojni so opogumili njihove frankovske, švabske in bavarske pristaše, da so za protikralja izvolili Konrada, ki zaradi odsotnosti ni, tako kot Friderik, osebno prisegel zvestobe kralju.
Konrad je bojevanje z Lotarjem prepustil bratu in odšel v Italijo, da tam prehiti tekmeca in si najde zaledje. Milanski nadškof Anselm ga je 29. junija 1128 v Monzi kronal z lombarsko železno krono. Vendar Konrad ni, kot je želel, uspel pridobiti posesti Matilde Toskanske, ki jih je imel za salijsko dediščino. Ob nastopu dveh nasprotujočih si papežev (1130), Inocenca II. in Anakleta II., je upal, da ga bo eden od obeh priznal. A to se ni zgodilo; brez izgledov za uspeh je zapustil Italijo in se vrnil v Nemčijo.
Lotar je med tem pridobil prednosti na vseh nivojih. Leta 1133 ga je papež Inocenc II. v Rimu kronal za cesarja. Ko se je vrnil v Nemčijo sta skupaj z zetom Henrikom Ponosnim premagala Štaufovce. Konflikt je bil zaključen oktobra 1135, potem ko sta se brata javno ponižala (vsak zase sta bosa in v spokorniških oblačilih prosila kralja za odpuščanje) in se podredila kralju. Vrnjeno jima je bilo prej zaplenjeno imetje. Friderik II. je smel ostati švabski vojvoda, Konrad pa se je odpovedal kraljevemu položaju. Leta 1135 ali 1136 se je poročil z Gertrudo Sulzbaško (prva žena je pet let prej umrla).
Konrad je v naslednjih letih predano služil cesarju. Leta 1136 ga je kot zastavonoša spremljal v Italijo in si pridobil velik vojaški ugled. 8. novembra 1136 je pred Pavio premagal posadko mesta. Leta 1137 je zasedel Castell Ragnano pri kraju Siponto in oblegal San Angelo na gori Gargano. Pri tem pa ni bil politično nedejaven. Znal si je pridobiti naklonjenost papeža in zlasti trierskega nadškofa Albera, ki je užival veliko zaupanje rimske kurije. Očitno je že imel v mislih naslednje volitve nemškega kralja. Lotar je bil star in bolan. Njegova edina hči je bila poročena z bavarskim vojvodo Henrikom Ponosnim, katereg si papež ni želel za naslednika v cesarstvu.

## Izvolitev za nemškega kralja
4. decembra 1137 je cesar Lotar umrl. Njegov zet Henrik Ponosni iz rodbine Welfov, saški in bavarski vojvoda, toskanski mejni grof, ki je imel pravico upravljati tudi z nekdanjimi posestmi Matilde Toskanske, je bil njegov najverjetnejši naslednik na kraljevem prestolu. Vendar so dejavnost papeževega odposlanca kardinala Theodina in spretnost trierskega nadškofa Albera prekrižali njegove upe.
Volilni zbor knezov je bil sklican za 22. maj 1138. Že pred tem, 7. marca, se je pod vodstvom trierskega nadškofa Albera in kardinala Theodina v Koblenzu sestalo manjše število knezov in izvolilo Konrada za kralja. 13. marca ga je kardinal Theodin v Aachnu kronal za nemškega kralja. Čeprav so bile s tem kršene ustaljene norme kraljevih volitev, so se za binkošti 1138 prvega državnega zbora v Bambergu udeležili posvetni in cerkveni knezi s skoraj vseh območij kraljestva, da bi priznali volitve in se poklonili kralju. Manjkal je le najmočnejši, vojvoda Bavarske in Saške, kateremu je Lotar zaupal v varstvo kraljeve insignije.

## Spor z rodbino Welfov
Henrik Ponosni je sicer insignije poslal v Regensburg, toda med njim in Konradom ni prišlo do zbližanja. Novi kralj rodbini Welfov ni hotel priznati obeh vojvodin, Henrik pa se nobeni ni hotel prostovoljno odreči. Konrad je zato na zboru v Würzburgu izločil Henrika iz pravnega reda in vojvodino Saško podelil grofu Severne marke Albertu Medvedu. Vdova po cesarju Lotarju, Richenza, je stopila na čelo gibanja v korist zeta. Ta se je na začetku leta 1139 z vojsko pojavil na Saškem. Albert Medved je s pristaši zbežal s Saškega.
Konrad, ki je med tem Welfom odvzel tudi vojvodino Bavarsko in jo podelil svojemu polbratu, avstrijskemu grofu Leopoldu IV., je razglasil pohod kraljeve vojske nad uporno Saško. Avgusta 1139 sta vojski Konrada in Henrika pri Creuzburgu taborili na nasprotnih straneh reke Werre. Vendar ni prišlo do spopada. S posredovanjem škofov je bilo za čas do binkošti 1140 sklenjeno premirje, katerega konca pa Henrik ni dočakal; 20. oktobra 1139 je v Quedlinburgu umrl. Kot dediča svojih zahtev je zapustil desetletnega sina Henrika, ki ga je vzela v zaščito babica Richenza. Podprli so ga tudi saški knezi.
Upor je izbruhnil tudi na Bavarskem. Brat Henrika Ponosnega, poimenovan Welf VI., je stopil na čelo gibanja. Kralj je 20. decembra 1140 zavzel njegov grad Weinsberg blizu Heilbronna, ni pa dosegel Welfove podreditve. Za leto 1141 je načrtoval vojaški pohod na Saško. Ker pa je 10. junija 1141 umrla Richenza in 18. oktobra tudi Konradov polbrat Leopold IV., je boj proti Sasom opustil. Na prizadevanje mainškega nadškofa Markolfa so naslednje leto (1142) v Frankfurtu sklenili mir. Albert Medved se je moral odpovedati Saški, ki jo je kralj dal v fevd mlademu Henriku Levu, sinu Henrika Ponosnega. Vojvodino Bavarsko je kralj prepustil svojemu polbratu Babenberžanu Henriku Jasomirgottu, ki je bil dotlej grof Renskega palatinata. Da bi dosegel pomiritev z rodbino Welfov, se je ta poročil z vdovo Henrika Ponosnega, Gertrudo, ki pa je že naslednje leto umrla. Welf VI. pomiritve ni sprejel, še naprej je zahteval vojvodo Bavarsko kot dediščino po bratu in začel fajdo proti kralju.

## Značilnosti Konradovega vladanja
Konrad je prišel na kraljevi položaj s pomočjo cerkve in ji ostal zvest ves čas vladanja. Vladal je po načelu concordia et consensus (sloga in soglasje). Ni poskušal dobiti nazaj, tako kot njegova predhodnika, izgubljene kraljeve pristojnosti nastavljanja škofov in se je držal wormškega konkoradata. Cerkvenim dostojanstvenikom je dajal posesti in pomembne politične naloge.
Konrad je svojo oblast krepil z dodeljevanjem pomembnih položajev svojim sorodnikom ter s pletenjem novih dinastičnih vezi. Sproščeni Renski palatinat je dodelil svojemu svaku, grofu Hermanu von Stahlecku (1142). Ker je že prej (1139) sosednjo vojvodino Spodnjo Lotaringijo dodelil Gotfridu, grofu Leuvena in Brabanta, poročenem z Luitgardo, sestro kraljice Gertrude, si je v spodnjem Porenju ustvaril močno rodbinsko osnovo. Z dodelitvijo škofije Freising polbratu Otonu in škofije Passau polbratu Konradu je na Bavarskem okrepil oblast polbrata Henrika Jasomirgotta.
Vojvodino Češko je dal v fevd Vladislavu II. iz rodbine Přemysl le pod pogojem, da se poroči z njegovo babenberško polsestro Gertrudo. Polsestra Agneza se je poročila s poljskim knezom in šlezijskim vojvodo Vladislavom II. (1125). Bizantinski cesar Manuel I. Komnen se je poročil s kraljičino sestro Berto, svojega sina Henrika pa je Konrad zaročil s hčerjo ogrskega kralja Béle II. Slepega.

## Vojaška pohoda na Češko in Poljsko
Dinastične zveze pa so Konradu prinesle tudi obveznosti. Konrad je leta 1142 odšel na vojni pohod proti Čehom, ki so pregnali njegovega svaka vojvodo Vladislava II.; v kratkem času mu je uspelo ponovno ustoličiti ga. Ta hitri uspeh je kralju dvignil ugled.
Manj srečno je bilo posredovanje na Poljskem. Knez Boleslav III., ki je leta 1138 umrl, je deželo razdelil med sinove, pri čemer je dal najstarejšemu Vladislavu vrhovno oblast. A kmalu so med njimi izbruhnili spori in bratje so Vladislava izgnali. Vladislav je prišel k svaku po pomoč. Ta je leta 1146 poslal vojsko na Poljsko, a so se mlajši bratje uspešno izmikali spopadu, tako da se je vojska vrnila brez uspeha. Konrad je dobil le najmlajšega brata Kazimirja za talca in obljubo, da bodo na naslednjem dvornem zboru prisluhnili Konradovim zahtevam. Kraljev ugled je bil okrnjen, ko se bratje zbora niso udeležili. Konrad je svaku Vladislavu za bivaje prepustil grad Altenburg.

## Križarski vojaški pohod v Sveto deželo
Leta 1144 so muslimani zavzeli križarsko grofijo Edeso. Konec leta 1145 je papež Evgen III. pozval plemiče Zahoda na križarsko vojno. Opat Bernard iz opatije Clairvaux (Claire Vallée) je nagovoril francoskega kralja Ludvika VII., da popelje vojsko v Sveto deželo. Konradu notranjepolitični spori niso dovoljevale daljše odsotnosti, zato ob prvem srečanju z Bernardom ni kazal nobene pripravljenosti za sodelovanje. Mnogo bližji bi mu bil boj proti Rogeriju II. Sicilskemu, ki je grofa Welfa ščuval k uporu in kršil pravice cesarstva v Italiji. Toda Bernard se ni pustil odgnati. Najprej je dosegel od Welfa VI. pristanek na udeležbo v križarskem pohodu in potem znal na božičnem državnem zboru (1146) v Speyerju kot govornik ustvariti vzdušje, v katerem so kralj, njegov nečak Friderik III. Švabski in drugi knezi iz njegovih rok sprejeli romarski križ. S tem je kocka padla. Henriku Levu in njegovim saškim pristašem je bilo dovoljeno, da so svoj križarski pohod usmerili proti sosednjim poganskim Slovanom. Podrobnosti o križarskem pohodu in notranjepolitičnih vprašanjih so, ponovno ob Bernardovi prisotnosti, uredil na državnem zboru v Frankfurtu marca 1147. Konrad je objavil splošni državni mir in dosegel, da so njegovega desetletnega sina Henrika Beringerja izvolili za sokralja, ki naj bi v času kraljeve odsotnosti vladal ob pomoči regentov. 
Konec maja 1147, nekaj tednov pred Francozi, je Konradova vojska (kakih 20.000 mož) odkorakala iz Regensburga po poti prve križarske vojske preko Ogrske in Konstantinopla v Malo Azijo. V Nikeji se je velika vojska razdelila na dva dela. Glavnino, ki jo je vodil Konrad in se je napotila v smeri Konyje, so 25. oktobra 1147 v bitki pri Dorileju skoraj popolnoma uničili Seldžuki. Manjši del, ki je korakal ob sredozemski obali in ga je vodil škof Oton Freisinški, je doživela skoraj enako usodo v bližini Laodikeje. 
Konrad se je s preostankom svoje vojske pridružil Francozom, ki so šele tedaj prišli za njim, vendar je za božič v Efezu zbolel in se vrnil v Konstantinopel. Ko se je bolezen polegla, je nadaljeval pot po morju in aprila 1148 pristal v Akkonu. Po obisku Jeruzalema so preostali križarji konec julija poskusili zavzeti Damask, a niso uspeli. 
Konrad se je po morju vrnil v Solun, kjer je konec leta 1148 z bizantinskim cesarjem sklenil sporazum o skupnem bojevanju proti Rogeriju II. Sicilskemu. Sporazum so podkrepili s poroko med Konradovim polbratom, bavarskim vojvodo Henrikom, in nečakinjo cesarja Manuela I., Teodoro Komeno.

## Vrnitev v Nemčijo
Maja 1149 se je Konrad vrnil v Nemčijo in jo našel v žalostnem stanju. Mladi sokralj ni mogel krotiti naraščajočih notranjih sporov. Grof Welf VI., ki se je s križarskega pohoda vrnil pred kraljem, je ravno začel pleniti kraljeve posesti in poskušal k vstaji pritegniti tudi druge plemiče. Konrad je bil prisiljen odložiti nameravani pohod v Italijo in najprej vzpostaviti mir doma. Pri tem ga je avgusta 1149 zaustavila ponovitev bolezni, ki se je zavlekla v leto 1150. 
8. februarja 1151 je kraljeva vojska pri Flochbergu na Švabskem vendarle premagala grofa Welfa VI., ki se je podredil kralju. Na njegovo mesto pa je takoj stopil veliko nevarnejši nasprotnik, saški vojvoda Henrik Lev. S poroko se je povezal z močno rodbino Zähringov in pozimi 1150/51 z vojsko vdrl na Bavarsko. Ni se oziral na kraljeve pozive, da sporne zadeve rešijo na državnem zboru. Zato je Konrad decembra 1151 s presenečenjem napadel Braunschweig, a se napad ni posrečil. 
Konrad je konec leta 1151 poslal k papežu številčno delegacijo, ki naj bi za naslednje leto pripravila njegov vojaški pohod v Italijo. A se je pojavil nov izbruh njegove bolezni (malarije) in 15. februarja 1152 je v Bambergu umrl. Njegov starejši sin, sokralj Henrik Berengar je umrl že leta 1150, mlajši sin Friderik pa je bil za kraljevanje še premlad. Zato je Konrad pred smrtjo za naslednika predlagal nečaka Friderika III. Švabskega, sina švabskega vojvode Friderika II. Švabskega in Judite, sestre Henrika Ponosnega. Tri tedne po Konradovi smrti so ga knezi na volilnem zboru v Frankfurtu izvolili za nemškega kralja Friderika I., ki je kasneje dobil vzdevek Barbarosa.

## Zaključek
Konrad je kraljestvo zapustil v žalostnem stanju. Napačna politika in mehkost Konradovega značaja sta razrahljali moč države. Avtoriteta kralja je bila omajana, plemiči so si krojili pravico z orožjem sami. Konradov osebni pogum in dobrohotna prijaznost nista mogla nadomestiti državotvornosti. Usodno za njegovo vladanje je bilo, da se ni mogel rešiti vpliva cerkve in je podlegel čustvenemu pritisku Bernardove pridige. Po drugi strani je Konradovo sistematično tkanje družinskih vezi pripravilo njegovemu nasledniku osnovo za uspešno politiko.

## Družina
Konrad se je leta 1115 poročil z Gertrudo (†1130/1131), hčerko grofa Henrika von Comburg-Rothenburg. Imela sta tri hčere:
- Agneza (†1151) ∞ morda kijevski knez Izjaslav II. (1097 – 1154)
- Berta, opatinja v Ersteinu
- Gertruda.

Leta 1136 se je poročil drugič, to pot z Gertrudo (†1146), hčerko grofa Berengarja von Sulzbacha in Adelajde von Wolfratshausen. Z njo je imel dva sina:
- Henrik Berengar (1136/7–1150), nemški sokralj
- Friderik (1145–1167), švabski vojvoda ∞ Gertruda († 1196), hči saškega in bavarskega vojvode Henrika Leva.